# Cvrčovice (district de Brno-Campagne)
Pour les articles homonymes, voir Cvrčovice.
Cvrčovice (en allemand : Urspitz) est une commune du district de Brno-venkov, dans la Moravie-du-Sud, en République tchèque. Sa population s'élevait à 634 habitants en 2020.

## Géographie
Cvrčovice se trouve à 2 km au nord-ouest du centre de Pohořelice, à 24 km au sud-sud-ouest de Brno et à 193 km au sud-est de Prague.
La commune est limitée par Odrovice au nord, par Pohořelice à l'est et au sud, et par Šumice et Loděnice à l'ouest.

## Histoire
La première mention écrite de la localité date de 1276.